# Vladimir Rolović
Vladimir Rolović (en cyrillique : Владимир Роловић ; né le 21 mai 1916 à Brčeli et mort le 15 avril 1971 à Stockholm) a participé à la lutte de libération nationale de la Yougoslavie ; il a travaillé en tant que commissaire politique dans la république fédérative socialiste de Yougoslavie et dans la république socialiste de Monténégro. Il a été ambassadeur de Yougoslavie et il a reçu le titre de Héros national de la Yougoslavie le 9 avril 1971.

## Biographie
Vladimir Rolović est né le 21 mai 1916 dans le village de Brčeli près de Bar. Issu d'une famille de paysans pauvres, il a passé son enfance dans son village natal, où il acheva ses études élémentaires. Il poursuivit ensuite ses études aux lycées de Bar, de Peć et de Cetinje. Il suivit ensuite les cours de la faculté de droit de l'université de Belgrade.
Dès le lycée de Cetinje, Vladimir Rolović se sentit attiré par le mouvement ouvrier et il participa activement aux activités des élèves, notamment dans le cadre de l'association sportive Lovćen. En 1935, il devint membre de la Ligue de la jeunesse communiste de Yougoslavie (Savez komunističke omladine Jugoslavije, SKOJ) et, au début de 1936, il devint membre du Parti communiste de Yougoslavie (KPJ). Jusqu'en avril 1941, il y exerça diverses fonctions, devenant tour à tour conseiller technique du Comité du parti communiste pour Belgrade et du Comité provincial du parti communiste pour la Serbie, commissaire politique au Monténégro, où il s'occupa du comité de district de la Ligue de la jeunesse communiste, et devint secrétaire du Comité de district de Bar. En 1940, il fut élu membre du Comité provincial du parti communiste pour le Monténégro. Toutes ces activités lui valurent diverses arrestations, à Cetinje en 1935 et à Belgrade en 1938.
Après la guerre d'avril et l'occupation du royaume de Yougoslavie par les nazis, Vladimir Rolović rentra dans sa région natale, où il participa à la préparation de l'insurrection contre l'occupant et prit la tête d'un groupe de rebelles.
En décembre 1941, en tant que membre du Bataillon de chasseurs du Lovćen, il prit part à la bataille de Pljevlja. Après la formation de la Première brigade prolétarienne d'assaut (Prva proleterska udarna brigada), il fut désigné comme commissaire politique de la Première compagnie du premier bataillon du Monténégro et participa alors à de nombreux combats à Okruglica, Žepa, Igman, Ulog, près de Kalinovik, sur le mont Sinjajevina. En 1942, il participa à des attaques sur Konjic et Livno et combattit à la bataille de la Neretva. 
Après la Seconde Guerre mondiale, en 1945, il travailla au Département de la protection des personnes (Odeljenje za zaštitu naroda, OZNA), où il œuvra à la destruction de groupes « résiduels » d'Oustachis et de Tchetniks. Il devint membre du gouvernement de la république socialiste de Monténégro en tant qu'adjoint au ministre fédéral des Affaires étrangères. Il devint également membre du Comité municipal de la Ligue des communistes de Belgrade, ambassadeur de la république fédérative de Yougoslavie en Norvège, au Japon et en Suède. Il fut élu député à l'Assemblée nationale du Monténégro (Skupština Republike Crne Gore) et membre du comité central de la Ligue des communistes du Monténégro (Savez komunista Crne Gore). Rolović avait le grade de major-général de réserve.
Le 7 avril 1971, alors qu'il était ambassadeur à Stockholm, Vladimir Rolović fut mortellement blessé lors d'un attentat organisé par un groupe de terroristes oustachis composé de Miro Barešić et d'Anđelko Brajković. Il est mort le 15 avril.